# ماریو کینا
ماریو کینا (پرتغالی: Mário Quina; ۱ ژانویهٔ ۱۹۳۰ – ۸ سپتامبر ۲۰۱۷) قایقران قایق بادبانی اهل پرتغال بود.